# Дянково
Дя́нково (болг. Дянково) — село в Разградській області Болгарії. Входить до складу общини Разград.

## Населення
За даними перепису населення 2011 року у селі проживали 2735 осіб.
Національний склад населення села:
| Національність   | Кількість осіб | Відсоток |
| ---------------- | -------------- | -------- |
| турки            | 2423           | 91,0%    |
| болгари          | 164            | 6,2%     |
| не визначились   | 42             | 1,6%     |
| Всього відповіли | 2662           |          |

Розподіл населення за віком у 2011 році:
Динаміка населення: